# Dobroda zenekar
A Dobroda zenekar 2007-ben a Nógrád megyei Karancslapujtőn alakult, autentikus népzenét játszó zenekar.

## Története
A Dobroda zenekar 2007-ben alakult meg a Nógrád megyében, Salgótarján közelében fekvő kis faluban, Karancslapujtőn. Nevét egy a megyében folyó patakról kapta, melynek szláv eredetű neve „jó vizet” jelent. A patak folyton meg-megújuló vizével és nevének jelentésével találóan jelképezi a zenekar hitvallását, küldetését, ragaszkodást a csak tiszta forrásból táplálkozó autentikus népzenéhez, de a megújulás képességét is.
A Kárpát-medence népzenéje kiapadhatatlan forrást jelent a zenekar számára, széles repertoárját is ebből a közös örökségből válogatja. A magyar népzene adott lehetőséget az együttesnek, hogy találkozzon és együtt dolgozhasson a néptáncos és népzenei élet meghatározó alakjaival a világ színpadain, táncházaiban.

## Tagok
- Fekete Borbála - ének, dob
- Ifj. Gelencsér János - hegedű, koboz
- Deák-Volom Dávid - klarinét, tárogató, szaxofon, harmonika
- Solymosi Vince - cimbalom
- Gólya Márton - cimbalom, brácsatambura, gardon
- Gólya Péter - négyhúros brácsa
- Böröcz Ákos - nagybőgő, háromhúros brácsa[2]

## Lemezek
- Dobroda 1 (2009)
- Dobroda 2 - Erre gyere rózsám... (2011)
- Dobroda 3 - Mindenki örömére (2013)
- Dobroda - legújabb 4ma (2014)
- Dobroda Karácsony (2014)
- Dobroda 5 - Fülbevaló (2015)
- Dobroda - Matyóföld legszebb dalai[3] (2016)
- Dobroda - Ötről a hatra (2018)
- Dobroda - Az ecsédi kislányoknak nincs párja... Ecséd legszebb dalai (2020)
- Dobroda - Oktett (2021)
- Dobroda - DobRomán - Romániai lautár zene (2021)

### Közreműködések
- Táncház-Népzene 2011: Kartali bukós és friss
- Új élő népzene 18. (2012): Kalotaszegi csárdás és szapora
- Új élő népzene 19. (2013): Magyarnemegyei lassú és sebes csárdás
- Új élő népzene 20. (2014): Sallai verbunk, kanásztánc, csárdás és friss (Kürt, Vág-Garam köze)
- Táncház-Népzene 2014: Sárosi szlovák táncdallamok (Raslavice)
- Táncház-Népzene 2015: Rábaközi muzsika
- Táncház-Népzene 2016: Mezőkölpényi táncmuzsika
- Táncház-Népzene 2017: Nagydaróci muzsika
- Táncház-Népzene 2019: Bukovinai muzsika
- Táncház-Népzene 2020: Luc-menti tánczene (Vajola)
- Az egri vármegye... Jászsági muzsika néptánc oktatáshoz (2020)
- Ha bemegyek a Lehel szállodába... Népdalok a Jászságból (2020)[4]